# Bellinzago Novarese
Bellinzago Novarese es una localidad y comune italiana de la provincia de Novara, región de Piamonte, con 9.081 habitantes.

## Evolución demográfica
| Gráfica de evolución demográfica de Bellinzago Novarese entre 1861 y 2001 |
|                                                                           |
| Fuente ISTAT - elaboración gráfica de Wikipedia                           |